# Ponte della Banca
Il Ponte della Banca o Ponte Bankovskij (in russo Банковский мост?) è un ponte pedonale in metallo che attraversa il Canale Griboedov a San Pietroburgo. Si trova nei pressi del Palazzo della Banca di Stato, a cui deve il suo nome, ed è diventato una attrazione turistica per via delle quattro statue di grifoni con le ali dorate che si trovano in corrispondenza degli imbocchi.  

## Storia

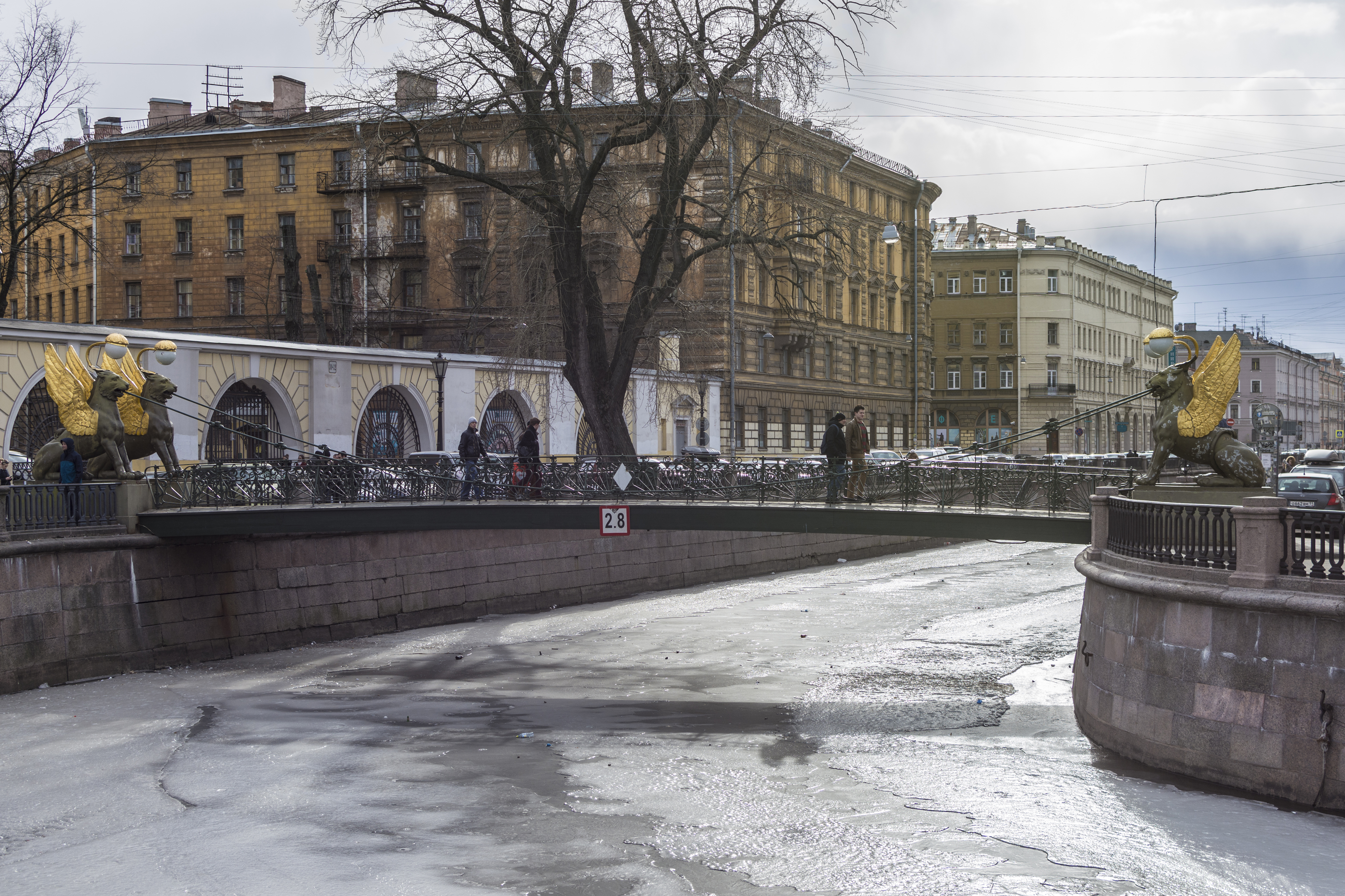
Il Ponte della Banca in inverno

Analogamente ad altri ponti che attraversano il canale Griboedov, canale artificiale realizzato intorno al 1739 che collega il canale Mojka con il Fontanka, fu costruito nel 1826. Autore del progetto fu l'ingegnere di origine tedesca Wilhelm von Traitteur (conosciuto anche come Vasily Karlovich Traitteur o Tretter in Russia) con la collaborazione dell'ingegnere russo Vasily Andreevich Khristianovich, progettisti anche di diversi altri ponti sui canali Fontanka e Mojka. Il ponte fu aperto al pubblico il 24 luglio 1826.
Nel corso degli anni il ponte è stato sottoposto a diversi interventi di ristrutturazione : tra il 1951 e il 1952 la pavimentazione in legno fu sostituita con una in metallo ricoperta di legno, furono ripristinate le ringhiere in ghisa decorate con un motivo raffigurante foglie di palma, che erano state sostituite alla fine del XIX secolo, e furono ripristinate le lanterne poste al di sopra delle teste dei grifoni.

Nel 1967 e 1988 fu restaurata la doratura delle ali dei grifoni e di altri elementi decorativi. Nuovi interventi sulle balaustre e sull'illuminazione elettrica hanno avuto luogo nel 1997. Nel 2017 è iniziato un intervento di restauro delle sculture dei grifoni.

## Descrizione
Il ponte, a campata unica, è sorretto da due catene metalliche collegate ai grifoni situati alle sue estremità. Insieme al Ponte dei Leoni e al Ponte Počtamtskij è uno dei tre ponti a catena ancora esistenti a San Pietroburgo. 

L'impalcato misura 25 metri di lunghezza e circa 1,9 metri di larghezza ed è realizzato in struttura metallica. Ai lati della carreggiata pedonale si trovano elaborate ringhiere in metallo.

Ai lati del ponte si trovano quattro grandi statue in ghisa di circa 2,4 metri di altezza raffiguranti dei grifoni seduti con le ali in rame dorato, opera dello scultore russo, Pavel Petrovich Sokolov, autore anche delle sculture dei leoni del Ponte dei Leoni e delle sfingi del Ponte egiziano
L'Università statale di San Pietroburgo di Economia e Finanza, che ha sede nel prospiciente Palazzo della Banca di Stato, ha adottato come simbolo la sagoma di uno dei grifoni del ponte.